# Zeugophora turneri
Zeugophora turneri – gatunek chrząszcza z rodziny Megalopodidae i podrodziny Zeugophorinae. Zamieszkuje palearktyczną Eurazję.

## Taksonomia
Gatunek ten opisany został po raz pierwszy w 1863 roku przez Johna Arthura Powera.

## Morfologia
Chrząszcz o ciele długości od 3 do 3,6 mm.
Głowa jest żółtawobrązowa do czerwonawożółtej z czarnymi oczami i wierzchołkami żuwaczek. Oczy są wyłupiaste i płytko wykrojone występami policzków. Czoło i boki ciemienia są grubo punktowane i owłosione, środek ciemienia niepunktowany i łysy, a przewężona potylica gęsto punktowana i owłosiona. Trapezowaty nadustek ma punkty i włoski na przedniej krawędzi i bokach. Warga górna jest prostokątna, trzykrotnie dłuższa niż szeroka. Żółtobrązowe czułki są krótkie, sięgając ku tyłowi do barków, i cechują się rozdętym członem pierwszym, nieco od niego krótszymi członami drugim i od piątego do jedenastego, tak długimi jak pierwszy członami trzecim i czwartym oraz członem ostatnim zaostrzonym na szczycie.

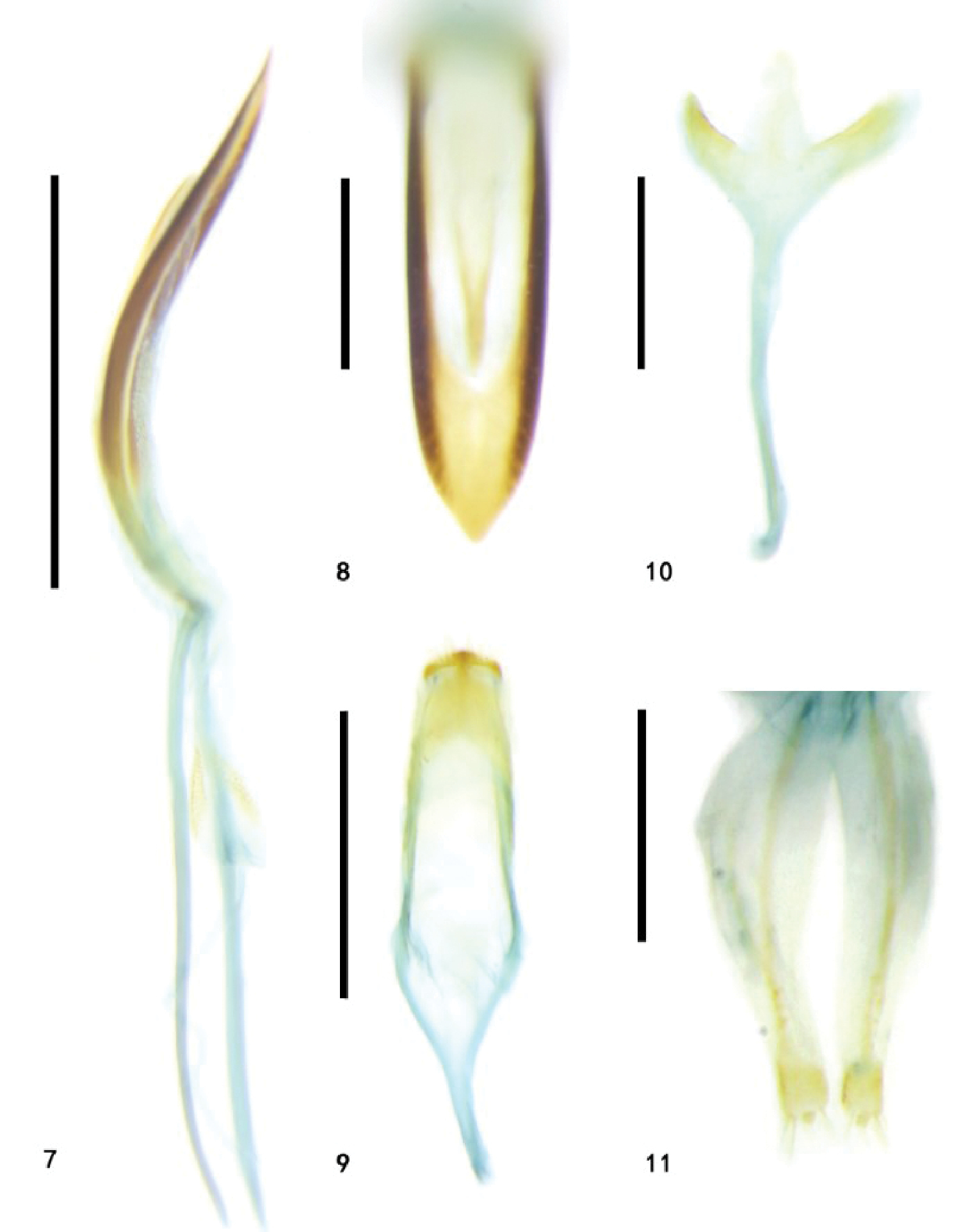
Genitalia. 7 i 8: płat środkowy edeagusa (prącie), 9: tegmen, 10: spiculum, 11: pokładełko

Przedplecze jest żółtawobrązowe do czerwonożółtego, od 1,3 do 1,5 raza szersze niż dłuższe, na powierzchni grubo punktowane i owłosione, o przednim brzegu lekko spłaszczonym, tylnym brzegu niemal tak szerokim jak przedni i pośrodku ku tyłowi uwypuklonym, a brzegach bocznych pośrodku wyciągniętych w wydatne, stępione guzki. Żółtawobrązowa lub czerwonożółta, trójkątna z lekkim wykrojeniem wierzchołkowej krawędzi tarczka jest delikatnie punktowana i owłosiona. Żółtawobrązowe lub czerwonawożółte pokrywy mają lekko wystające barki, płytkie bruzdy barkowe, lekko wypukłą, grubo punktowaną i owłosioną powierzchnię z pojedynczym szeregiem punktów wzdłuż szwu. Zarys pokryw rozszerza się ku tyłowi największoą szerokość osiągając za środkiem długości, a wierzchołki są zaokrąglone. Wąskie epipleury mają po dwa szeregi punktów na przedzie i po jednym w tyle. Spód tułowia cechują żółtobrązowe do czerwonożółtego przedpiersie oraz czarne śródpiersie i zapiersie. Odnóża mają przysadziste uda i żółtawobrązowe ubarwienie.
Odwłok jest na spodzie czarny, owłosiony i rzadko punktowany. Ostatni z jego sternitów ma tylny brzeg lekko uwydatniony u samca i lekko wklęsły u samicy. Genitalia samca mają edeagus o płacie środkowym smukłym, w widoku bocznym zakrzywionym, silnie zesklerotyzowanym z środkowo-grzbietową częścią błoniastą i opatrzoną języczkowatym sklerytem; wierzchołek płata jest węższy od nasady, języczkowaty, zaostrzony i ku górze odgięty. Tegmen ma Y-kształtną część nasadową, a obręcz szeroką u podstawy i zwężającą się ku szczytowi. Prawie kwadratowa paramera ma gęste szczecinki na wierzchołkowej krawędzi. W błoniastym endofallusie obecna jest para zesklerotyzowanych, ziarenkowanych poletek. Genitalia samicy mają prawie trójkątne pokładełko o szerokiej podstawie i nieco zwężonym szczycie podzielonym na dwa głaszczki waginalne, z których każdy ma dwa baculi.

## Ekologia i występowanie
Owad ten zasiedla skraje lasów, zadrzewienia, nasadzenia przydrożne i parki. Zarówno larwy, jak i postacie dorosłe są monofagicznymi fitofagami żerującymi na topolach, zwłaszcza na osice. Larwy są endofoliofagami minującymi liście rośliny żywicielskiej, przy czym miny Z. turneri nie zostały opisane. Wyrośnięte larwy opuszczają liście jesienią i przepoczwarczają się w glebie. Stadium zimującym jest poczwarka lub owad dorosły.
Gatunek palearktyczny. W Europie znany jest z Wielkiej Brytanii, Niemiec, Danii, Szwecji, Norwegii, Finlandii, Estonii, Łotwy, Litwy, Polski, Czech, Białorusi oraz rosyjskiej Karelii. W Azji podawany jest z syberyjskiej części Rosji, Mongolii i północnych Chin. W Polsce stwierdzono go na nielicznych stanowiskach, a większość doniesień pochodzi sprzed XX wieku. Na „Czerwonej liście gatunków zagrożonych Republiki Czeskiej” umieszczony został jako gatunek krytycznie zagrożony wymarciem (CR).